# Фалестрида
Фалестри́да (др.-греч. Θάληστρις) — в греческой мифологии последняя из упомянутых цариц амазонок. Согласно легенде, в 330 году до н. э. она встречалась с македонским царём Александром Великим во время его завоевательного похода в Азию.

## Легенда
Наиболее важными историческими источниками, в которых упоминается предполагаемая встреча Александра Македонского с Фалестридой, являются отчёты историков Диодора и Квинта Курция Руфа, а также выдержка из исторического труда Помпея Трога, сделанная Юстином.
Греческий историк Диодор писал в I веке н. э., что во время похода Александра власть царицы Фалестриды распространялась на область между реками Фазис (сегодня Риони (Грузия), протекает по юго-западному склону Большого Кавказа) и Термодоном. В 330 году до н. э. во время кампании против персов Александр со своим войском разбил лагерь к югу от Каспийского моря, в Гиркании. В этот лагерь прибыли верхом Фалестрида и часть её армии в 300 амазонок в полном вооружении. Она заявила царю, что хотела бы иметь от него ребёнка. Поскольку он был самым высоким из всех мужчин, а она была смелее и сильнее других женщин, ребёнок, которого бы они создали вместе, должен был превзойти всех смертных. Александр не отказал в просьбе и решил продлить стоянку своего войска ещё на несколько суток. После 13 дней, проведённых с Фалестридой, он преподнёс ей щедрый подарок.
Римский историк Квинт Курций Руф, живший, по всей видимости, в I веке нашей эры, упоминает дополнительные подробности всей этой истории. Согласно ему, Фалестрида объявила Александру, что если она родит ребёнка женского пола, то оставит себе, а если мужского — пришлёт к нему. Аналогичное описание приводит и римский историк Юстин, живший во II или III веке. При этом ни один из трёх авторов не даёт никакой информации о дальнейшей жизни царицы амазонок. Между тем, в Истории Александра Великого, написанной в III веке, такой персонаж, как Фалестрида, вовсе отсутствует.

## Оценка исторической достоверности
Историчность существования Фалестриды была спорной даже среди древних историков. Около 100 г. биограф Плутарх перечислил 14 авторов, которые упоминали историю о Фалестриде. Некоторые из них, такие как Клитарх и Онесикрит, верили в это, девять же писателей (включая Аристобула, Птолемея, Хареса Митиленского и Дуриса) считали роман Александра с Фалестридой полной выдумкой. Много лет спустя после предполагаемой встречи македонского царя с царицей амазонок греческий историк Онесикрит, сопровождавший Александра в его азиатских походах, как-то свиделся с Лисимахом, сподвижником Александра, правителем Фракии, который находился рядом с полководцем в те дни, когда эта история могла произойти. Онесикрит читал ему вслух четвёртую книгу своего исторического труда, и стоило ему дойти до описания этого эпизода и внешности Фалестриды, как Лисимах улыбнулся и спросил: «А где же я тогда был?!» Из этого может следовать, что Лисимах ничего не знал об амазонке.
Около 150 года римский историк Арриан, работы которого считаются очень надёжными и достоверными, ничего не сообщив о Фалестриде, утверждал, что, согласно некоторым сведениям, македонский царь, возможно, встретил в пути сто вооружённых всадниц, предположительно амазонок, но произошло это только шесть лет спустя, то есть в 324 году до н. э. Их прислал к нему ахеменидский сатрап Атропат. Однако Александр отослал их назад во избежание насилия по отношению к ним со стороны его солдат. При этом Арриан подчеркивает, что историографы Александра, которые, по его мнению, заслуживают доверия, такие как Аристобул и Птолемей, не упоминают об этой истории, а потому он сомневается, что такая раса воинственных женщин вообще когда-либо существовала.
Современная наука единодушно считает, что эпизод, связанный с Фалестридой, неисторичен. Возможно, дочь скифского царя, которой Александр, согласно его собственному письму, предложил стать супругой, послужила толчком к созданию легенды об амазонке.

## В искусстве и литературе
- Джироламо Фагиволи. Александр и Фалестрида (живопись, XVI век)
- Кристиан Генрих Постель. Великая, могучая Фалестрида, или Последняя царица амазонок (Die Groß-Mächtige Thalestris, oder Letzte Königin der Amazonen; водевиль, 1690)
- Иоганн Георг Платцер. Царица амазонок Фалестрида в лагере Александра (The Amazon Queen Thalestris in the Camp of Alexander; живопись, ок. 1750)